# Grad (Slovénie)
Pour les articles homonymes, voir Grad.

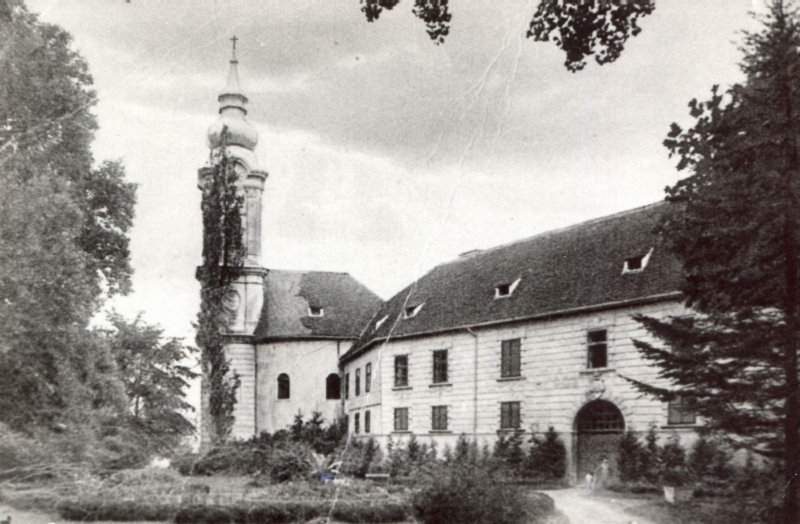
Château de Grad vers 1900.

 Grad  (Felsőlendva en hongrois ou Gorenja Lendava en dialecte local) est une commune située dans la région du Prekmurje au nord-est de la Slovénie non loin de la Hongrie.

## Étymologie
Grad signifie « Château » dans la langue slovène. Le nom provient en effet d'un château dont les premières mentions remontent à 1208. Le château est juché sur une colline dominant la localité. Le château aurait été construit par les templiers avant d'être occupé par des Hongrois au XIIIe siècle.

## Géographie
La zone est localisée dans un parc naturel régional.

### Villages
La commune est composée des villages de Dolnji Slaveči, Grad, Kovačevci, Kruplivnik, Motovilci, Radovci et Vidonci.

## Démographie
Entre 1999 et 2021, la population de la commune est restée relativement faible aux alentours de 2 000 habitants,.
Évolution démographique
| 1999  | 2000  | 2001  | 2002  | 2003  | 2004  | 2005  | 2006  | 2007  |
| ----- | ----- | ----- | ----- | ----- | ----- | ----- | ----- | ----- |
| 2 633 | 2 627 | 2 415 | 2 395 | 2 385 | 2 363 | 2 354 | 2 351 | 2 349 |
| 2008  | 2009  | 2010  | 2011  | 2012  | 2013  | 2014  | 2015  | 2016  |
| 2 353 | 2 259 | 2 254 | 2 257 | 2 226 | 2 216 | 2 207 | 2 192 | 2 166 |
| 2017  | 2018  | 2019  | 2020  | 2021  |       |       |       |       |
| 2 110 | 2 105 | 2 076 | 2 042 | 2 087 |       |       |       |       |